# Molen Buysse
De Molen Buysse is een windmolenrestant in de tot de Oost-Vlaamse gemeente Evergem behorende plaats Kluizen, gelegen aan de Kluizendorpstraat 54.
Deze ronde stenen molen van het type stellingmolen fungeerde aanvankelijk als oliemolen en later ook als korenmolen.

## Geschiedenis
De molen stond er al in 1810 en fungeerde als oliemolen, maar vanaf 1840 werd er ook graan op gemalen. In 1842 werd er een stoommachine bijgeplaatst. In 1880 werd de molen als een koren- en oliestoommolen omschreven. Er werd niet meer op de wind gemalen en de molen werd onttakeld. Eind 19e eeuw werd een gebouw naast de molen ingericht voor de mechanische maalderij. Begin 1914 werd een elektromotor aangeschaft.
In 1979 werd een deel van het complex afgebroken, maar de elektrische maalderij bleef in werking. De molenromp, waarvan het bovendeel was gesloopt, fungeerde als opslagplaats. De molen was aanvankelijk betrekkelijk hoog, maar de afgeknotte molenstomp is veel lager. Deze is nu als tuinhuis in gebruik. De romp is begroeid met klimop.
- Inventaris van het Bouwkundig Erfgoed (Vlaanderen): 33961